# Comuna Pokrovske, Olevsk
Pokrovske (în ucraineană Покровська сільська рада) este o comună în raionul Olevsk, regiunea Jîtomîr, Ucraina, formată din satele Budkî, Pokrovske (reședința), Mîhailivka și Mlînok.

## Demografie
Componența lingvistică a comunei Komsomolske
     Ucraineană (99,71%)
     Alte limbi (0,29%)
Conform recensământului din 2001, majoritatea populației comunei Komsomolske era vorbitoare de ucraineană (99,71%), existând în minoritate și vorbitori de alte limbi.